# Comté de Blaine (Idaho)
Pour les articles homonymes, voir Comté de Blaine.
Le comté de Blaine est un comté situé dans l’État américain de l'Idaho. En 2010, sa population était de 21 376 habitants. Son siège est Hailey.

## Histoire
Le comté a été créé en 1895 en combinant deux anciens comtés : le comté de Logan et le comté d'Alturas. Il fut nommé en l'honneur de James Blaine, homme politique américain. En 1919, la partie ouest du comté a formé le comté de Camas.

## Géographie

### Localisation
| Comté d'Elmore Comté de Custer |                                  | Comté de Butte   |
| Comté de Camas                 | Comté de Blaine                  | Comté de Bingham |
| Comté de Minidoka              | Comté de Cassia Comté de Lincoln | Comté de Power   |

### Villes
- Bellevue
- Carey
- Hailey
- Ketchum
- Sun Valley

En dehors de ces villes, le comté compte plusieurs communautés non incorporées dont Picabo (en) et Triumph (en).

## Gouvernement et politique
Comme l'impose la loi de l'Idaho, neuf membres du gouvernement du comté sont élus : les trois membres de la commission du comté (commissioners), le contrôleur (assessor), le clerc-greffier (clerk/recorder), le coroner, le procureur (proscuting attorney), le shérif (sheriff) et le trésorier (treasurer).
Le comté est souvent considéré comme « un point bleu » (couleur des démocrates) dans l'un des États les plus conservateurs du pays. Ses électeurs votent en effet généralement pour des candidats démocrates, à contrecourant du reste de l’État, acquis aux républicains.

## Démographie
| 1900  | 1910  | 1920  | 1930  | 1940  | 1950  |
| ----- | ----- | ----- | ----- | ----- | ----- |
| 4 900 | 8 387 | 4 473 | 3 768 | 5 295 | 5 384 |

| 1960  | 1970  | 1980  | 1990   | 2000   | 2010   |
| ----- | ----- | ----- | ------ | ------ | ------ |
| 4 598 | 5 749 | 9 841 | 13 552 | 18 991 | 21 376 |